# Bedatu Hirpa
Bedatu Hirpa, née le 28 avril 1999, est une athlète éthiopienne pratiquant la course de fond. En 2015, elle est championne du monde des moins de 18 ans sur 1 500 mètres, puis remporte plusieurs marathons à partir de 2017 et dans les années 2020 dont le marathon de Paris.

## Carrière
Née en 1999, Bedatu Hirpa s’illustre adolescente aux championnats du monde d'athlétisme jeunesse 2015, remportant le 1 500 mètres.
Sur route, elle remporte notamment le marathon d'Athènes en 2017, le marathon de Prague et le marathon de Ryad en 2024, le marathon de Dubaï puis le marathon de Paris en 2025,.

## Palmarès sur courses internationales sur piste
| Date | Compétition                    | Lieu | Résultat | Épreuve      | Temps         |
| ---- | ------------------------------ | ---- | -------- | ------------ | ------------- |
| 2015 | Championnats du monde jeunesse | Cali | 1er      | 1 500 mètres | 4 min 12 s 92 |